# Seara de Vento
Seara de Vento é um romance neo-realista de Manuel da Fonseca publicado em 1958.

É inspirado por um acontecimento trágico que ocorreu no Cantinho da Ribeira, lugar localizado na freguesia de Trindade, em Beja, nos anos 1930. Neste episódio um trabalhador rural é acusado de roubar cereais a um agricultor.

## Enredo
Neste livro retrata-se a vida da família Palma, uma família simples e tradicional portuguesa do Alentejo, que habita numa pequena vila onde a força das oligarquias (a GNR e as famílias ricas) oprime terrivelmente os camponeses e subverte as relações familiares.

Acusado injustamente de roubo pelo lavrador-hipotecário, o chefe de família fica desempregado. O camponês decide enveredar pelo contrabando, apesar dos protestos da filha. A mulher, ludibriada por um interrogatório policial, denuncia o marido, suicidado-se depois. O camponês, depois de alvejar a tiro o lavrador e o seu filho, refugia-se em casa, onde é morto pela polícia.

## Personagens
- Palma - vive em conflito entre a necessidade de contrabando e o seu desejo de ganhar o "pão à luz do sol";
- Amanda - vive presa a um mundo de contornos pós-feudais
- Júlia - mulher de Palma, tem uma consciência religiosa, que a faz acreditar passiva e resignadamente no "destino" que Deus lhe reservou;
- Mariana - vive com resoluta serenidade com que assimila novas ideias;
- Elias Sobral - lavrador, oponente de Palma
- Sargento Gil
- Bento - filho mais jovem, com debilidade física e mental
- Joaquim de Valmurado - velho que se suicida